# 圣洛朗德屈沃
圣洛朗德屈沃（法語：Saint-Laurent-de-Cuves，法語發音：[sɛ̃ loʁɑ̃ də kyv]，意为“屈沃的圣洛朗”）是法国芒什省的一个市镇，属于阿夫朗什区。

## 地理
圣洛朗德屈沃（48°45'6"N, 1°7'22"W）面积14.8 平方千米，位于法国诺曼底大区芒什省，该省份为法国西北部沿海省份，西、北、东北三面环大西洋，东起顺时针与卡爾瓦多斯省、奧恩省、马耶讷省和伊勒-维莱讷省接壤。
与圣洛朗德屈沃接壤的市镇（或旧市镇、城区）包括：库卢夫赖-布瓦伯纳特尔、布雷塞、莱克雷奈、屈沃、莱洛日叙布雷塞、圣马丹勒布扬、圣普瓦。

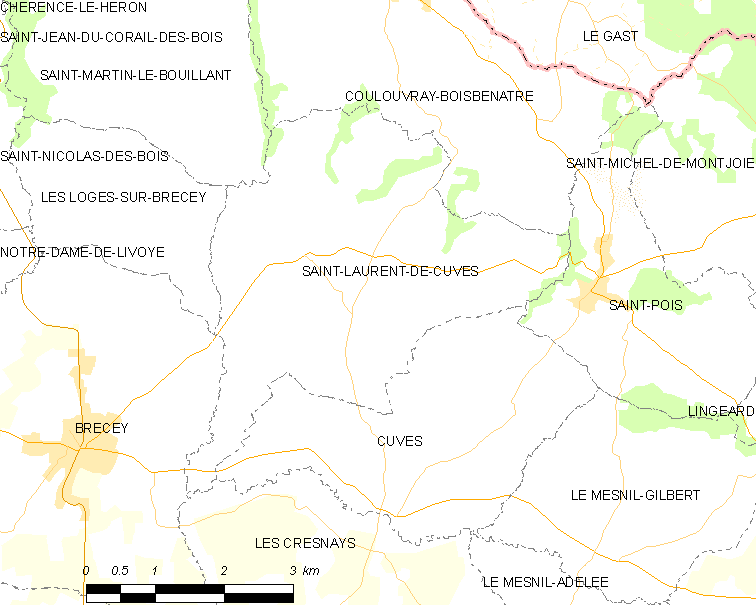
圣洛朗德屈沃的OSM定位图

圣洛朗德屈沃的时区为UTC+01:00、UTC+02:00（夏令时）。

## 行政
圣洛朗德屈沃的邮政编码为50670，INSEE市镇编码为50499。

## 政治
圣洛朗德屈沃所属的省级选区为伊西尼-勒比阿县。

## 人口

1962-2008年间圣洛朗德屈沃人口变化图示

圣洛朗德屈沃于2022年1月1日时的人口数量为499人。